# Odd Nerdrum
Odd Nerdrum (* 8. duben 1944, Oslo) je norský malíř.
Studoval na umělecké akademii v Oslo a později spolu s Josephem Beuysem v New Yorku. Orientuje se na řeckou a římskou antiku, mezi jeho vzory patří Caravaggio, Rembrandt a Edvard Munch. Podobně jako zmiňovaní malíři i Nerdrum dokonale ovládá techniku šerosvitu, jeho témata jsou velmi osobitá. Uchvacuje ho lidské tělo, jeho části, především pohlavní orgány a stejně procesy, které se odehrávají v těle člověka, včetně vylučování. Nerdrumova díla jsou vystavena v muzeích na celém světě, najdeme je v Hirshhorn Museum and Sculpture Garden ve Washingtonu, v Metropolitan Museum of Art v New Yorku a samozřejmě v Národní galerii v Oslo.

## Vybraná díla
- 1982: The Brick (Cihla)

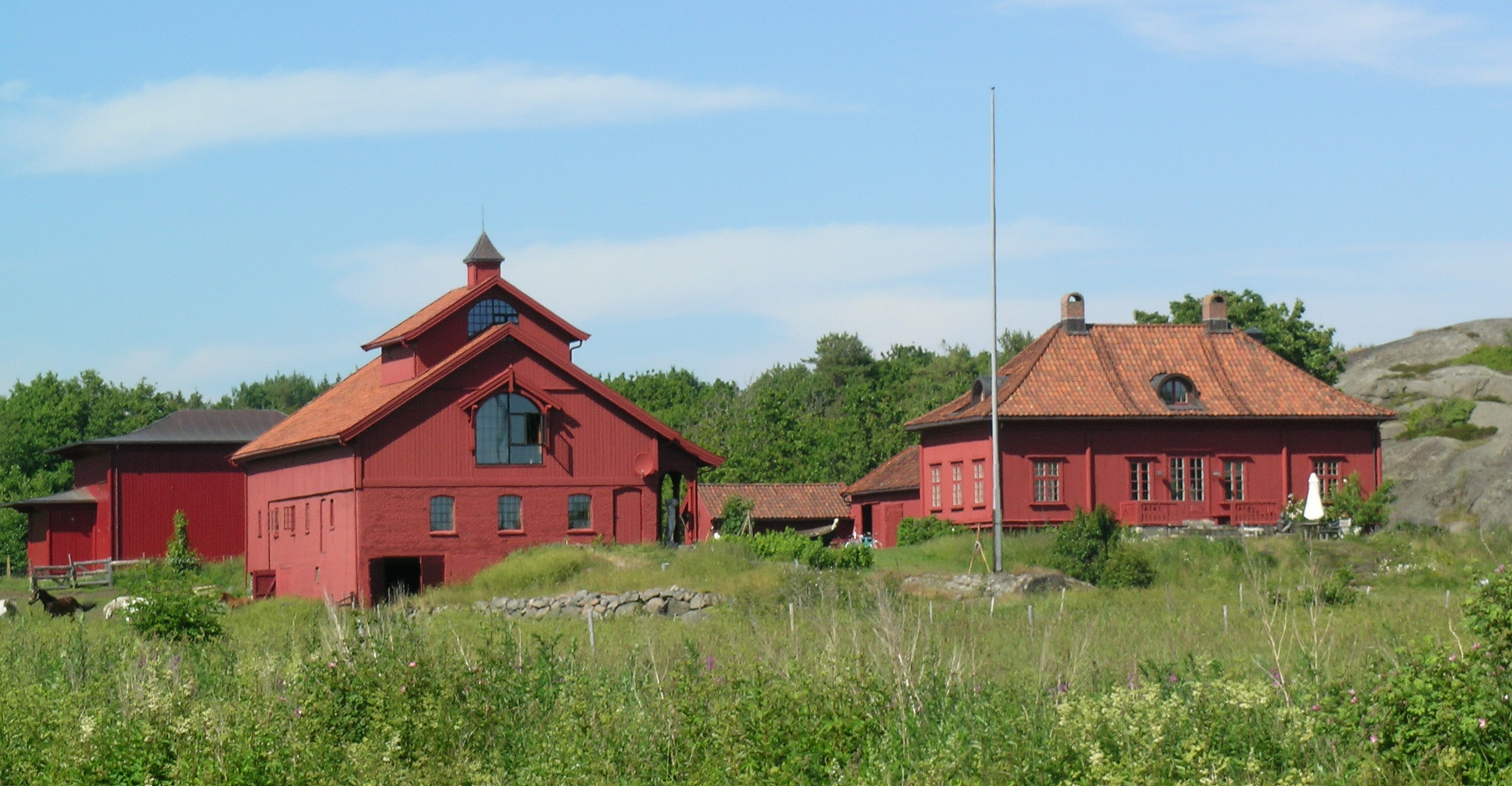
Nerdrumův ateliér

- 1982: The Summer (Nevlunghavn) (Léto)
- 1982: Hermaphrodite (Hermafrodit)
- 1984: Iron Law (Železný zákon)
- 1988: The Singers (Zpěvačky)
- 1993: Baby (Dítě)
- 1996: Life Saver (Zachránce života)
- 1996: Stripper (Striptér)
- 1997: Initiation (Zasvěcení)
- 1998: Self-portrét in Golden Cape (Autoportrét v Zlatém rouchu)
- 1999: Twins by the Sea (Dvojčata u moře)